# Kodihalli, Shikarpur
Kodihalli là một làng thuộc tehsil Shikarpur, huyện Shimoga, bang Karnataka, Ấn Độ.